# Global RallyCross Championship 2015
Global RallyCross Championship 2015 – piąty sezon mistrzostw GRC. Rywalizacja rozpocznie się 31 maja w St. Petersburgiem, a zakończy 4 listopada w Las Vegas.

## Zmiany

### Kalendarz
W 2015 seria GRC po raz pierwszy zawita do St. Petersburga oraz Detroit (runda ta była planowana w 2014, lecz ostatecznie nie doszła do skutku). Podwójne rundy rozegrane zostaną w Detroit, Los Angeles i na Barbadosie. Kalendarz rozrósł się do 12 rund. Zawody Rallycrossowe rozgrywane w ramach X Games po raz pierwszy od 2011 roku nie są zaliczane do klasyfikacji generalnej.

## Kalendarz
| Runda | Lokalizacja                    | Data           |
| ----- | ------------------------------ | -------------- |
| 1     | St. Petersburg                 | 31 maja        |
| 2     | Daytona International Speedway | 7 czerwca      |
| 3     | Baza wojskowa                  | 5 lipca        |
| 4     | Detroit                        | 25 lipca       |
| 5     | Detroit                        | 26 lipca       |
| 6     | Waszyngton                     | 15 sierpnia    |
| 7     | Seatlle                        | 30 sierpnia    |
| 8     | Los Angeles                    | 12 września    |
| 9     | Los Angeles                    | 13 września    |
| 10    | Bushy Park Circuit             | 3 października |
| 11    | Bushy Park Circuit             | 4 października |
| 12    | Las Vegas                      | 4 Listopada    |

## Zwycięzcy wyścigów
| Runda | Lokalizacja        | Zwycięzca | Zespół | Samochód |
| 1     | St. Petersburg     |           |        |          |
| 2     | Daytona            |           |        |          |
| ----- | ------------------ | --------- | ------ | -------- |
| 3     | Baza wojskowa      |           |        |          |
| 4     | Detroit            |           |        |          |
| 5     | Detroit            |           |        |          |
| 6     | Waszyngton         |           |        |          |
| 7     | Seatlle            |           |        |          |
| 8     | Los Angeles        |           |        |          |
| 9     | Los Angeles        |           |        |          |
| 10    | Bushy Park Circuit |           |        |          |
| 11    | Bushy Park Circuit |           |        |          |
| 12    | Las Vegas          |           |        |          |

GRC Lites
| Runda | Lokalizacja        | Zwycięzca | Zespół |
| 1     | St. Petersburg     |           |        |
| 2     | Daytona            |           |        |
| ----- | ------------------ | --------- | ------ |
| 3     | Baza wojskowa      |           |        |
| 4     | Detroit            |           |        |
| 5     | Detroit            |           |        |
| 6     | Waszyngton         |           |        |
| 7     | Seatlle            |           |        |
| 8     | Los Angeles        |           |        |
| 9     | Los Angeles        |           |        |
| 10    | Bushy Park Circuit |           |        |
| 11    | Bushy Park Circuit |           |        |
| 12    | Las Vegas          |           |        |

## Klasyfikacja generalna

### Kierowcy
| Poz. | Kierowca | Zespół | StP | DAY | ? | DE1 | DE2 | WAS | SEA | LA1 | LA2 | BA1 | BA2 | LV | Pkt. |
| 1    |          |        |     |     |   |     |     |     |     |     |     |     |     |    |      |
| Poz. | Kierowca | Zespół | StP | DAY | ? | DE1 | DE2 | WAS | SEA | LA1 | LA2 | BA1 | BA2 | LV | Pkt. |
| ---- | -------- | ------ | --- | --- | - | --- | --- | --- | --- | --- | --- | --- | --- | -- | ---- |

### Producenci
| Producent | Punkty |
| --------- | ------ |